# Jake Chelios
Jake Chelios, född 8 mars 1991, är en kinesisk-amerikansk professionell ishockeyback som är kontrakterad till Detroit Red Wings i National Hockey League (NHL) och spelar för Grand Rapids Griffins i American Hockey League (AHL). Han har tidigare spelat för Chicago Wolves och Charlotte Checkers i AHL, Toledo Walleye och Kalamazoo Wings i ECHL, Michigan State Spartans (Michigan State University) i National Collegiate Athletic Association (NCAA) och Chicago Steel i United States Hockey League (USHL).
Chelios blev aldrig draftad.
Han är son till Chris Chelios, som anses vara en av NHL:s bästa backar genom tiderna, och kusin till den före detta ishockeybacken Nikos Tselios, som spelade två NHL-matcher.

## Statistik
| 2007–2008   | Detroit Little Caesars U16 | T1EHL       | 28  | 7  | 18 | 25  | 16  | — | — | — | — | — |
| 2009–2010   | Detroit Little Caesars U18 | T1EHL       | 46  | 14 | 28 | 42  | 32  | — | — | — | — | — |
| 2009–2010   | Chicago Steel              | USHL        | 52  | 12 | 22 | 34  | 45  | — | — | — | — | — |
| 2010–2011   | Michigan State Spartans    | NCAA        | 37  | 8  | 6  | 14  | 34  | — | — | — | — | — |
| 2011–2012   | Michigan State Spartans    | NCAA        | 39  | 2  | 7  | 9   | 44  | — | — | — | — | — |
| 2012–2013   | Michigan State Spartans    | NCAA        | 42  | 5  | 5  | 10  | 79  | — | — | — | — | — |
| 2013–2014   | Michigan State Spartans    | NCAA        | 36  | 2  | 19 | 21  | 38  | — | — | — | — | — |
|             | Toledo Walleye             | ECHL        | 7   | 1  | 1  | 2   | 2   | — | — | — | — | — |
|             | Chicago Wolves             | AHL         | 4   | 0  | 1  | 1   | 4   | — | — | — | — | — |
| 2014–2015   | Chicago Wolves             | AHL         | 41  | 1  | 14 | 15  | 32  | — | — | — | — | — |
|             | Kalamazoo Wings            | ECHL        | 8   | 1  | 2  | 3   | 2   | 4 | 1 | 1 | 2 | 2 |
| 2015–2016   | Charlotte Checkers         | AHL         | 73  | 7  | 24 | 31  | 44  | — | — | — | — | — |
| 2016–2017   | Charlotte Checkers         | AHL         | 76  | 4  | 28 | 32  | 54  | 5 | 0 | 1 | 1 | 6 |
| 2017–2018   | Charlotte Checkers         | AHL         | 41  | 4  | 10 | 14  | 41  | — | — | — | — | — |
| 2018–2019   | Detroit Red Wings          | NHL         | 1   | 0  | 0  | 0   | 0   | — | — | — | — | — |
|             | Grand Rapids Griffins      | AHL         | 59  | 1  | 13 | 14  | 22  | — | — | — | — | — |
| NHL totalt  | NHL totalt                 | NHL totalt  | 1   | 0  | 0  | 0   | 0   | — | — | — | — | — |
| AHL totalt  | AHL totalt                 | AHL totalt  | 294 | 17 | 90 | 107 | 197 | 5 | 0 | 1 | 1 | 6 |
| ECHL totalt | ECHL totalt                | ECHL totalt | 15  | 2  | 3  | 5   | 4   | — | — | — | — | — |
| NCAA totalt | NCAA totalt                | NCAA totalt | 154 | 17 | 37 | 54  | 195 | — | — | — | — | — |